# Маршал, Уолтер, 5-й граф Пембрук
Уолтер Маршал (англ. Walter Marshal; после 1198 — 24 ноября 1245) — английский аристократ и землевладелец, 5-й граф Пембрук и главный маршал английского королевского двора с 1242 года, 4-й сын Уильяма Маршала, 1-го графа Пембрука, и Изабеллы де Клер, 4-й графини Пембрук.
По завещанию отца владел замком в Валлийской марке, но гибель на рыцарском турнире его старшего брата Гилберта в 1241 году принесла ему владения Маршалов, титул графа Пембрука и наследственную должность маршала Англии, хотя король утвердил это наследование только через год. Уолтер принимал участие в войне с валлийцами и в Гаскони. Рано умер, не оставив детей.

## Биография
Точный год рождения Уолтера неизвестен, вероятно он родился после 1198 года. Он был четвёртым из пяти сыновей Уильяма Маршала, 1-го графа Пембрука, и Изабеллы де Клер, 4-й графини Пембрук. Согласно завещанию отца ему достался замок Гудрич в Валлийской марке.
Когда в 1240 году умер валлийский князь Лливелин ап Иорверт, Уолтер вместе со своим старшим братом Гилбертом Маршалом, 4-м графом Пембруком возобновили военные действия на западе Уэльса. Уолтеру удалось вернуть замок Кардиган), захваченный валлийцами в 1231 году, однако планы Гилберта передать Кередигион Майлгуну Младшему в качестве его вассала были заблокированы королём.
27 июня 1241 года Гилберт погиб от несчастного случая на рыцарском турнире в Данстейбле, который король Генрих III запретил, поскольку не желал гибели своих рыцарей на турнирах. На этом турнире присутствовал и Уолтер, что вызвало гнев короля. Поскольку у Гилберта не было законных наследников, то именно он должен был наследовать брату. Однако Генрих III разрешил Уолтеру принять управление владениями Маршалов, титул графа Пембрука и должность главного маршала Англии только через год, в 1242 году.
Уолтер входил в состав королевской армии, которая в 1242 году отправилась в Гасконь. Хотя его арендаторы из Пембрукшира принимали активное участие в войне в Уэльсе, которая разразилась в 1244 году, Уолтер, судя по всему, не принимал в ней личного участия.
6 января 1242 года Уолтер женился на Маргарет де Квинси, вдове Джона де Ласи, 2-го графа Линкольна, однако брак так и остался бездетным.
К июлю 1245 года Уолтер заболел и умер в замке Гудрич 24 ноября того же года. Его похоронили в Тинтернском аббатстве.
Поскольку детей у Уолтера не было, то ему должен был наследовать младший брат Ансельм, однако он так и не успел вступить в права графа, поскольку умер через месяц после брата, также не оставив детей. Других наследников-мужчин не осталось, поэтому обширные владения Маршалов были разделены между мужьями и наследниками 5 сестёр Уолтера. При этом вдова Уолтера, Маргарет де Квинси, получила в качестве вдовьей доли треть Пембрукшира и Килдэр в Ирландии, благодаря чему фактически контролировала большинство обширных владений Маршалов, поскольку её доля значительно перевешивала разбросанные владения 13 других сонаследников. Это привело её, в том числе, к конфликту с собственной дочерью, Мод де Ласи, муж которой, Ричард де Клер, 6-й граф Глостер и 6-й граф Хартфорд, был одним из наследников Маршалов по своей матери, Изабелле Маршал. Позже она вышла замуж третий раз — за Ричарда Уилтширского.

## Брак и дети
Жена: с 6 января 1242 Маргарет де Квинси (до 1208 — март 1266), дочь Роберта де Квинси и Авизы Честерской, вдова Джона де Ласи, 2-го графа Линкольна. Детей от этого брака не было.